# Шатровая колокольня (Старочеркасская)
 Памятник культуры
Шатровая колокольня (Старочеркасская) — двухъярусная колокольня в станице Старочеркасской, Ростовская область, Россия. Единственное здание своего рода на юге страны.

## История
В 1730 году рядом Старочеркасским Войсковым собором Воскресения Христова была заложена и построена двухъярусная шатровая башня-колокольня. Её высота составляла более 45 метров. На первом и втором этажах колокольни в 1744—1857 годах хранился войсковой казачий архив. В 1751 году в Старочеркасской был крещён будущий герой Отечественной войны 1812 года, знаменитый казачий атаман М. И. Платов

## Описание
Состоит из подклета, четверика, восьмерика и шатра, увенчанного крестом. Размер шатра значительно уменьшен по сравнению с предшествующим ему восьмигранным ярусом. В подклете некоторое время была тюрьма, в которой содержались особо важные преступники. Первый ярус представлял собой восьмигранник с утолщением стен в два метра, второй ярус имел обозрительную площадку. В восьмерике — восьмигранной, самой высокой части колокольни, — в толще стены проходит каменная лестница. А в круглых окошках — «слухах», находящихся в этой части, во время торжеств выставлялись зажженые плошки, создавая праздничную иллюминацию.